# Strobe
«Strobe» — инструментальная песня канадского музыканта deadmau5, выпущенная как шестой и последний сингл с его четвёртого альбома For Lack of a Better Name 23 февраля 2010 года. Позже песня вошла в сборник лучших песен 5 Years of mau5, концертная версия сингла вошла в расширенное издание альбома Album Title Goes Here на iTunes, а оркестровая версия — в альбом Where's the Drop?.
Журнал Billboard назвал «Strobe» лучшей песней Дедмауса.

## О песне
Изначальная версия песни была выложена на Youtube-канале музыканта под названием «Then We Stood Still» за несколько месяцев до выпуска альбома.
В 2016 году было объявлено, что сотым релизом на лейбле Дедмауса mau5trap станет мини-альбом с ремиксами на песню «Strobe». 21 сентября того же года был выложен первый ремикс от Feed Me, через два дня был выпущен весь альбом с ремиксами от Feed Me, Com Truise, Dimension, Lane 8 и Attlas. Сам продюсер также сделал ремикс на свою песню, но не стал включать его в альбом и выложил его в свободном доступе у себя в Твиттере.
В 2018 году Дедмаус и Грегори Реверет записали оркестровую версию сингла для альбома Where's the Drop?.

## Рецензии
Журнал Billboard назвал «Strobe» лучшей песней музыканта, поставив её на первое место в списке 20 лучших песен deadmau5. В статье журнала обозреватель Кэт Беин называет песню «канонической» и пишет, что она содержит все отличительные черты продюсера. Также он отмечает, что «Strobe» — «одна из тех идеальных электронных мелодий, что будут со слушателем вечно, и потому он должен быть бесконечно благодарен Дедмаусу».

## Список композиций
| №                   | Название                            | Длительность |
| ------------------- | ----------------------------------- | ------------ |
| 1.                  | «Strobe» (радио версия)             | 3:34         |
| 2.                  | «Strobe» (клубная версия)           | 6:21         |
| 3.                  | «Strobe» (ремикс Майкла Вудса)      | 6:46         |
| 4.                  | «Strobe» (ремикс Plump DJs)         | 5:42         |
| 5.                  | «Strobe» (ремикс DJ Marky & S.P.Y.) | 6:57         |
| 6.                  | «Strobe» (оригинальная версия)      | 10:34        |
| Общая длительность: | Общая длительность:                 | 39:54        |

| №                   | Название                     | Длительность |
| ------------------- | ---------------------------- | ------------ |
| 1.                  | «Strobe» (ремикс Feed Me)    | 9:26         |
| 2.                  | «Strobe» (ремикс Com Truise) | 6:42         |
| 3.                  | «Strobe» (ремикс Dimension)  | 5:08         |
| 4.                  | «Strobe» (ремикс Lane 8)     | 7:17         |
| 5.                  | «Strobe» (ремикс Attlas)     | 8:21         |
| Общая длительность: | Общая длительность:          | 36:54        |

## Чарты
| Чарт (2009—2010)                                 | Высшая позиция |
| ------------------------------------------------ | -------------- |
| UK Dance Chart (OCC)                             | 13             |
| Dance Plus Singles (FDR)                         | 1              |
| Dance/Electronic Digital Songs Sales (Billboard) | 29             |

| Чарт (2010)              | Высшая позиция |
| ------------------------ | -------------- |
| Dance Plus Singles (FDR) | 2              |